# 시크릿 라이프 오브 워즈
시크릿 라이프 오브 워즈(La Vida Secreta De Las Palabras, The Secret Life Of Words)는 미국에서 제작된 이자벨 코이셋 감독의 2005년 영화이다. 사라 폴리 등이 주연으로 출연하였고 에스더 가르시아 등이 제작에 참여하였다.

## 출연

### 주연
- 사라 폴리
- 팀 로빈스

### 조연
- 하비에 카마라
- 에디 마산
- 스티븐 맥킨토시

## 제작진
- 라인프로듀서: 콜린 맥케온
- 의상: 타티아나 헤르난데즈
- 배역: 샤힌 베이그